# Malieve, Mejova
Malieve (în ucraineană Малієве) este un sat în comuna Zoreane din raionul Mejova, regiunea Dnipropetrovsk, Ucraina.

## Demografie
Componența lingvistică a localității Malieve
     Ucraineană (91,3%)
     Rusă (8,7%)
Conform recensământului din 2001, majoritatea populației localității Malieve era vorbitoare de ucraineană (91,3%), existând în minoritate și vorbitori de rusă (8,7%).